# Seixal, Arrentela e Aldeia de Paio Pires
Seixal, Arrentela e Aldeia de Paio Pires (llamada oficialmente União das Freguesias do Seixal, Arrentela e Aldeia de Paio Pires) es una freguesia portuguesa del municipio de Seixal, distrito de Setúbal.

## Historia
Fue creada el 28 de enero de 2013 en aplicación de una resolución de la Asamblea de la República de Portugal promulgada el 16 de enero de 2013 con la unión de las freguesias de Aldeia de Paio Pires, Arrentela y Seixal, pasando su sede a estar situada en la antigua freguesia de Arrentela.

## Demografía
| Gráfica de evolución demográfica de Seixal, Arrentela e Aldeia de Paio Pires entre 2011 y 2021 |
|                                                                                                |
| Datos según el nomenclátor publicado por el INE portugués.                                     |